# 친생자
친생자(親生子)란 부모에게서 태어난 자녀를 말한다. 친생자는 혼인한 부모 사이에서 태어난 '혼인 중의 출생자'와 혼인하지 않은 부모 사이에서 태어난 '혼인 외의 출생자'로 나눌 수 있다.

## 혼인 중의 출생자
혼인 중의 출생자(혼생자)란 부모의 혼인 중에 태어난 자녀를 말하며, 부모의 혼인기간 중에 임신되어 혼인이 해소된 후에 태어난 자녀를 포함한다. 또한, 혼인하지 않은 부모 사이에서 태어난 자녀라도 그 부모가 혼인하면 그때부터 혼인 중의 출생자로 본다.

### 남편의 친생자 추정
아내가 혼인 중에 임신한 자녀는 남편의 친생자로 법률상 강한 추정을 받는다.(민법 제844조제1항) 또, 혼인이 성립한 날부터 200일 후 ~ 혼인관계가 종료한 날부터 300일 내에 태어난 자녀는 혼인 중에 임신한 것으로 추정한다.(민법 제844조제2항) 즉, 혼인기간 중에 임신되어 혼인이 해소된 후에 출생한 자녀도 남편의 친생자로 추정된다.
여기서 '법률상 강한 추정을 받는다'는 것은 소송을 통해서만 친생자 추정을 번복할 수 있음을 뜻한다. 따라서, 민법 제844조에 따른 친생자 추정은 원칙적으로 친생부인의 소(민법 제846조 - 제851조)에 의해서만 뒤집을 수 있으며, 예외적으로 친생자관계존부확인의 소(민법 제865조)에 의해서 번복될 수 있다.
부부가 이혼한 후 내연관계에서 잉태되었으나 혼인종료 300일 내에 태어난 경우, 또는 이혼이 확정되기 전에 처가 남편이외의 남성과 성교를 가진 경우 등의 경우에 전남편이 아이의 친부가 아니더라도 친생부인의 소를 내지 않는 한 친자관계를 확인할 방법을 인정하지 않는 민법이 정당한지 논란이 있었다.
결국 이혼이나 남편의 사망으로 혼인관계가 종료한 후에 태어난 자녀에 대해서 혼인관계가 종료한 날부터 300일 내에 태어났다는 이유만으로 혼인관계가 종료한 후에 임신하거나 부부의 별거 중에 임신한 자녀처럼 명백히 (전)남편의 친생자가 아닌 경우까지도 일률적으로 (전)남편의 친생자로 추정하는 이 규정에 대해 헌법재판소는 2015년 4월 30일 헌법불합치 결정을 내렸다.

### 조문
제844조(부의 친생자의 추정) ① 아내가 혼인 중에 포태한 자녀는 남편의 자녀로 추정한다.

② 혼인 성립의 날부터 2백일 후 또는 혼인관계 종료의 날부터 3백일 내에 출생한 자녀는 혼인 중에 포태한 것으로 추정한다.

## 판례

### 친생자 추정
- 우리 나라의 옛 관습에 의하면 부부가 혼인신고 전에 이른바 내연관계에 들어가서 동거생활을 하던 중 처가 포태한 경우에는 비록 그 포태된 자녀의 출생일자가 그 부모의 혼인신고일 뒤 200일 내라 할지라도 이러한 자녀는 부모의 인지절차를 밟지 아니하고 출생과 동시에 당연히 그 부모의 적출자로서의 신분을 취득한다고 보아야 한다.[2]

- 민법 제844조 제1항의 친생자 추정의 규정은 다른 반증을 허용하지 않는 강한 추정이므로, 처가 혼인 중에 포태한 이상 그 부부의 한 쪽이 장기간에 걸쳐 해외에 나가 있거나 사실상의 이혼으로 부부가 별거하고 있는 경우 등 동서의 결여로 처가 남편의 자녀를 포태할 수 없는 것이 외관상 명백한 사정이 있는 경우에만 그러한 추정이 미치지 않을 뿐, 이러한 예외적인 사유가 없는 한 아무도 그 자녀가 남편의 친생자가 아님을 주장할 수 없다. 따라서, 이와 같은 추정을 받고 있는 상태에서는 위 추정과 달리 다른 남자의 친생자라고 주장하여 인지를 청구할 수 없고, 이와 같은 추정을 번복하기 위하여서는 남편측에서 민법 제846조, 제847조가 규정하는 친생부인의 소를 제기하여 그 확정판결을 받아야 하며, 친생부인의 소의 방법이 아닌 민법 제865조의 친생자관계부존재확인의 소에 따라 그 친생자관계의 부존재확인을 소구하는 것은 부적법하다.[3]

## 같이 보기
- 양자
- 친양자